# Alan Goehring
Alan Goehring (Henderson, 21 februari 1962) is een Amerikaans professioneel pokerspeler en voormalig junk bond-analist. Hij won zowel het $25.000 World Poker Tour Championship - No Limit Hold'em van de Bellagio Five-Star World Poker Classic 2003 (goed voor een hoofdprijs van $1.011.886,-) als het $9.600 Championship Event - No Limit Hold'em van de World Poker Tour L.A. Poker Classic 2006 (goed voor $ 2.391.550,-). Goehring won tot en met juni 2015 meer dan $5.225.000,- in pokertoernooien (cashgames niet meegerekend).

## WSOP & WPT
Goehring kwam voor het eerst onder de aandacht van de pokerwereld toen hij zich in 1997 vanuit het niets naar de derde plaats speelde van het $3.000 No Limit Hold'em-toernooi op de World Series of Poker (WSOP) 1997. Twee jaar later haalde hij bijna de officieuze wereldtitel poker binnen toen hij tweede werd op het Main Event van de World Series of Poker 1999. Noel Furlong was toen de enige hindernis die hij niet kon nemen. Goehrings eerste grote titels volgden in 2003 en 2006 op het andere wereldtoneel voor pokerspelers, de World Poker Tour (WPT), samen goed voor meer dan drie miljoen dollar prijzengeld.

## Wapenfeiten
Behalve zijn WTP-titels won Goehring hoge prijzengelden met onder meer zijn:
- derde plaats op het $3.000 No Limit Hold'em-toernooi van de World Series of Poker 1997 ($51.845,-)
- tweede plaats op het $10.000 No Limit Hold'em World Championship van de World Series of Poker 1999 ($768.625,-)
- tweede plaats in het $3.100 No Limit Hold'em-toernooi van de Bellagio High Buy-in Tournament Series 2002 ($79.734,-)
- achtste plaats in het $10.000 Main Event - No Limit Hold'em van The Fifth Annual Jack Binion World Poker Open 2004 ($69.101,-)
- tweede plaats in het $3.000 No Limit Hold'em-toernooi van de Five-Diamond World Poker Classic 2004 ($197.456,-)
- zesde plaats in het €10.000 Grand Prix de Paris - WPT Event Rendez Vous a Paris 2005 ($89.753,-)
- achtste plaats in het $10.000 WPT Main Event - No Limit Hold'em van de The Mirage Poker Showdown 2006 ($73.987,-)